# Рахманово (Пушкинский район)
Рахма́ново (изначально Нефе́дьевское) — село в Пушкинском городском округе Московской области России, входит в состав городского поселения Ашукино. Население — 141 чел. (2010).

## География
Расположено на севере Московской области, в северо-восточной части Пушкинского городского округа, примерно в 19 км к северо-востоку от центра города Пушкино и 34 км от Московской кольцевой автодороги, при впадении реки Сумери в реку Талицу (бассейн Клязьмы).
В селе две улицы — Полевая и Совхозная.
В 2,5 км к западу проходит линия Ярославского направления Московской железной дороги, в 1,5 к югу — её ветка Софрино — Красноармейск, в 1,5 км к востоку — Ярославское шоссе М8, в 5 км к юго-западу — Московское малое кольцо А107. Ближайшие населённые пункты — дачный посёлок Ашукино и село Софрино.

## Транспорт
- 34 (ст. Софрино — пл. Ашукинская — Воздвиженское — Мураново — Луговая)[4].

## Население
| 1859 | 1890 | 1899 | 1926 | 2002 | 2006 | 2010 |
| ---- | ---- | ---- | ---- | ---- | ---- | ---- |
| 351  | ↘320 | ↗348 | ↗397 | ↘125 | ↘124 | ↗141 |

## История
Село Нефедьевское-Рахманово было приобретено Троицким монастырём у Никиты Рахманова и Фомы Паюсова (Паисова) в период игуменства Никона, то есть до 1427 года. 

7162 г. сентября в 24 день патр. Никон по обещанию своему ходил в дом пресв. Троицы в Сергиев монастырь молиться. На дороге ж Троицкаго Сергиева монастыря в вотчине в селе Рахманцове в церкви Николая чудотворца слушал обедни и после обедни пожаловал попу на молебен гривну; да в том же селе Рахманцове крестьяне подносили государю патриарху пироги, грузди и брусницу ягоды, и государь патриарх указал у них взять 10 пирогов, да на трех блюдах брусниц ягод, да блюдо груздей, и указал им пожаловать за пироги по 2 д. за пирог, за брусницу по 4 д. за блюдо, за грузди 6 д.; всего дано бабам за пироги, за брусницу и за грузди 6 алт. 2 д.— Исторические материалы о церквах и сёлах XVI—XVIII ст.
В 1608 в битве под Рахманцевом (Рахмановом), предшествующей Троицкой осаде, польско-литовские интервенты нанесли поражение войску царя Василия Шуйского.
В XVIII веке Рахманово — владение Коллегии экономии, с 1797 года — Удельного ведомства. В 1802 году на месте обветшалой Никольской церкви была построена каменная Вознесенская церковь.
В «Списке населённых мест» 1862 года — казённое село 1-го стана Дмитровского уезда Московской губернии на Московско-Ярославском шоссе, в 44 верстах от уездного города и 18 верстах от становой квартиры, при речке Сумерке и колодцах, с 67 дворами, православной церковью и 351 жителем (151 мужчина, 200 женщин).
По данным на 1899 год — село Морозовской волости Дмитровского уезда с 348 жителями и земской школой.
В 1913 году — 63 двора, земское училище и постоялый двор.
По материалам Всесоюзной переписи населения 1926 года — село Софринского сельсовета Софринской волости Сергиевского уезда Московской губернии в 1,6 км от Ярославского шоссе и 3,2 км от станции Софрино Северной железной дороги, проживало 397 жителей (186 мужчин, 211 женщин), насчитывалось 88 хозяйств, из которых 78 крестьянских.
С 1929 года — населённый пункт в составе Пушкинского района Московского округа Московской области. Постановлением ЦИК и СНК от 23 июля 1930 года округа как административно-территориальные единицы были ликвидированы.
Решением Мособлисполкома № 25/2 от 27 июля 1940 года в Рахманово были переселены жители ликвидированного села Лукьянцево.
Решением Малого совета Мособлисполкома № 8/46 от 19 мая 1993 года в состав села были включены ликвидированные жилые посёлки ДСР № 2 и № 7 Талицкого сельсовета.
Административная принадлежность

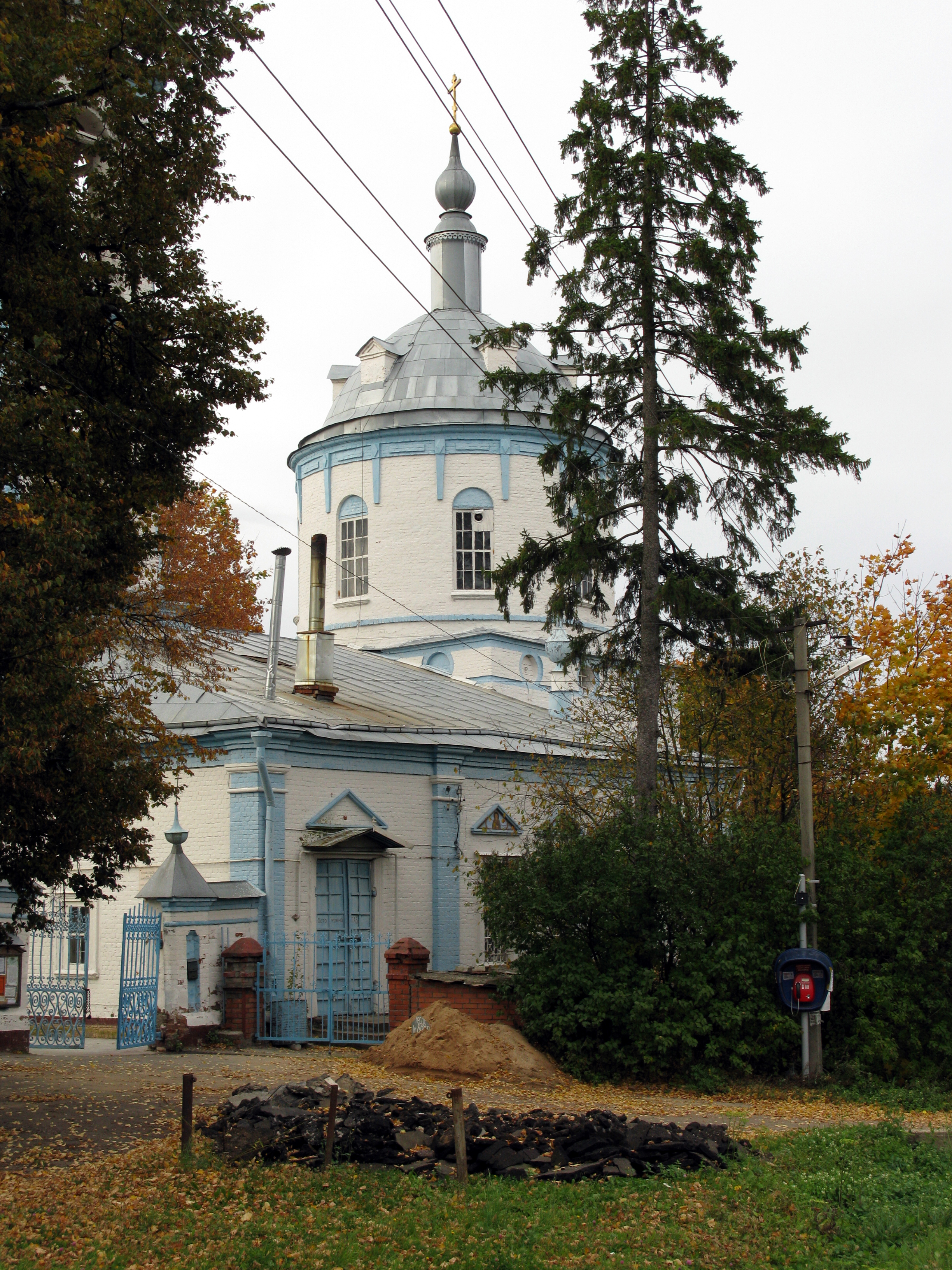
Церковь Вознесения Господня

1929—1954 гг. — село Софринского сельсовета Пушкинского района.
1954—1957 гг. — село Клинниковского сельсовета Пушкинского района.
1957—1959 гг. — село Клинниковского сельсовета Мытищинского района.
1959—1960 гг. — село Талицкого сельсовета Мытищинского района.
1960—1962 гг. — село Талицкого сельсовета Калининградского района.
1962—1963, 1965—1994 гг. — село Талицкого сельсовета Пушкинского района.
1963—1965 гг. — село Талицкого сельсовета Мытищинского укрупнённого сельского района.
1994—2006 гг. — село Талицкого сельского округа Пушкинского района.
С 2006 года — село городского поселения Ашукино Пушкинского муниципального района Московской области.

## Достопримечательности
- Каменная однокупольная церковь Вознесения Господня с трапезной и колокольней, построенная в стиле классицизма в 1802 году[20][21]. Ктитором данного храма был Фёдор Тютчев. Является памятником архитектуры регионального значения.  Объект культурного наследия № 5000515001№ 5000515001.